# Iteração de ponto fixo

Iteração de ponto fixo.

Em análise numérica, iteração de ponto fixo é um método de se calcular pontos fixos de funções. Ponto fixo de dada função {\textstyle f} é o número {\textstyle x^{*}} que quando aplicado na função resulta nele mesmo, i.e. {\textstyle f(x^{*})=x^{*}}. Dada uma aproximação inicial {\textstyle x_{0}} para {\displaystyle x^{*}}, o método consiste em iterar sucessivamente a função dada sobre {\textstyle x_{0}}. Ou seja, constrói-se a sequência {\textstyle x_{n+1}=f^{n+1}(x_{0})=f^{n}(f(x_{0}))} sendo cada {\textstyle x_{n}} uma nova aproximação do ponto fixo {\textstyle x^{*}}. Uma importante aplicação deste método aparece no cálculo numérico de soluções de equações de uma variável real.

## Descrição

Ilustração do método.

Seja {\textstyle f:[a,b]\subset \mathbb {R} \to [a,b]} uma função com um único ponto fixo {\textstyle x^{*}\in [a,b]}, o qual buscamos determinar. A iteração do ponto fixo consiste em construirmos a sequência recursiva:
{\displaystyle x_{n+1}=f(x_{n}),\quad n=0,1,2,\ldots ,}
sendo {\textstyle x_{0}\in [a,b]} uma aproximação inicial de {\textstyle x^{*}}. Para certas funções, tem-se que a sequência {\displaystyle (x_{n})_{n}} converge para o ponto fixo {\textstyle x^{*}}. Por exemplo, o teorema da convergência enunciado abaixo, garante que a convergência do método do ponto fixo para contrações.

## Solução de equações
Existem diversas maneiras de usar o método para obter a raiz de uma função {\textstyle f(x)}. A ideia fundamental é  reescrever a equação {\textstyle f(x)=0} em uma equação equivalente da forma:
{\displaystyle g(x)=x}
i.e., em um problema de ponto fixo. Se {\textstyle g(x)} é uma função para a qual o método do ponto fixo converge, então a sequência:
{\displaystyle x_{n+1}=g(x_{n}),\quad n=0,1,\ldots ,}
com {\textstyle x_{0}} uma aproximação inicial da solução, converge para o ponto fixo {\textstyle x^{*}} da função {\textstyle g}. Notemos que o ponto fixo {\textstyle x^{*}} é também solução da equação {\displaystyle f(x)=0}.

### Exemplo
Há muitas maneiras de manipular uma equação de forma a utilizar o método do ponto fixo. É importante observar que, apesar da simplicidade do método, este pode não convergir dependendo da função (veja, abaixo, o Teorema da Convergência para condições suficientes de convergência). No seguinte exemplo, buscamos mostrar este fato.   
Buscaremos aproximar a solução da equação {\textstyle xe^{x}=10} usando o método do ponto fixo. Notemos que essa equação é equivalente a {\displaystyle x=10e^{-x}} e {\displaystyle x=ln\left({10 \over x}\right)}.  
Ao efetuarmos o processo iterativo para a primeira equação, i.e. {\textstyle x_{n+1}=10e^{-x_{n}}}, com {\displaystyle x_{0}=1}, obtemos a seguinte sequência:
{\displaystyle x_{0}=1}
{\displaystyle x_{1}=10e^{-1}=3.6787944}
{\displaystyle x_{2}=10e^{-3.6787944}=0.2525340}
{\displaystyle x_{3}=10e^{-0.2525340}=7.7682979}
{\displaystyle x_{4}=10e^{-7.7682979}=0.0042293}
{\displaystyle x_{5}=10e^{-0.0042293}=9.9577961}
E quando realizamos o processo com a outra equação, i.e. {\displaystyle x_{n+1}=ln\left({10 \over x_{n}}\right)}, e novamente iniciarmos o processo com {\displaystyle x_{0}=1}, a nova sequência se da por:
{\displaystyle x_{0}=1}
{\displaystyle x_{1}=ln\left({10 \over 1}\right)=2.3025851}
{\displaystyle x_{2}=ln\left({10 \over 2.3025851}\right)=1.4685526}
{\displaystyle x_{3}=ln\left({10 \over 1.4685526}\right)=1.9183078}
{\displaystyle x_{4}=ln\left({10 \over 1.9183078}\right)=1.6511417}
{\displaystyle .}
{\displaystyle .}
{\displaystyle .}
{\displaystyle x_{10}=1.7421335}
{\displaystyle x_{20}=1.7455151}
{\displaystyle x_{30}=1.745528}
{\displaystyle x_{31}=1.745528}
O teste realizado com as duas equações indica que, apesar delas serem equivalentes, a primeira não é convergente enquanto a segunda equação converge para o valor de {\displaystyle 1.745528} (que é a solução aproximada de {\textstyle xe^{x}=10}). As condições para que uma equação convirja para o valor de ponto fixo estão contidas no teorema de convergência.

iteração do ponto fixo com valor inicial

## Teorema de convergência
Seja  {\textstyle f:[a,b]\rightarrow [a,b]}  uma função contração, i.e. uma função que satisfaça:
{\displaystyle |f(x)-f(y)|\leq \alpha |x-y|,\quad \alpha <1,\quad \forall x,y\in [a,b].}
Então, existe um único ponto {\textstyle x^{*}} pertencente ao intervalo {\displaystyle [a,b]} tal que {\textstyle f(x^{*})=x^{*}}. Além disso, para qualquer {\displaystyle x_{0}\in [a,b]}, a sequência {\displaystyle (x_{n})_{n}} dada por:
{\displaystyle x_{n+1}=f(x_{n}),\quad n=0,1,2,\ldots ,}
converge para {\textstyle x^{*}} quando {\displaystyle n\to \infty }.
Demonstração:
Existência. Caso {\displaystyle f(a)=a} ou {\displaystyle f(b)=b} o ponto fixo existe nos extremos. Caso contrário, então {\displaystyle f(a)>a} e {\displaystyle f(b)<b}. Neste caso, seja:
{\displaystyle h(x)=f(x)-x}
Como {\displaystyle f} é uma função contínua, {\displaystyle h} também é. Notemos que:
{\displaystyle h(a)=f(a)-a>0} e {\displaystyle h(b)=f(b)-b<0}
ou seja, {\displaystyle h} troca de sinal no intervalo {\displaystyle [a,b]}. Logo, pelo Teorema do valor intermediário, garantimos a existência de um ponto {\displaystyle x^{*}\in (a,b)} tal que {\displaystyle h(x^{*})=0}. Esse valor {\displaystyle x^{*}} é um ponto fixo de {\displaystyle f}, uma vez que
{\displaystyle h(x^{*})=f(x^{*})-x^{*}=x^{*}-x^{*}=0}
Unicidade. Suponhamos que {\displaystyle x^{*}} e {\displaystyle x^{**}} sejam pontos fixos distintos de {\displaystyle f}. Então:
{\displaystyle |x^{*}-x^{**}|=|f(x^{*})-f(x^{**})|\leq \alpha |x^{*}-x^{**}|\Rightarrow \alpha \geq 1}
o que é uma contradição.
Convergência. Seja {\displaystyle (x_{n})_{n}} a sequência iterada {\displaystyle x_{n+1}=f(x_{n})} com {\displaystyle x_{0}\in [a,b]} e {\displaystyle x^{*}} o ponto fixo de {\displaystyle f}. Então, temos:
{\displaystyle |x_{n+1}-x^{*}|=|f(x_{n})-f(x^{*})|\leq \alpha |x_{n}-x^{*}|,\quad n=1,2,\ldots }
Isso implica que:
{\displaystyle |x_{n+1}-x^{*}|\leq \alpha ^{n}|x_{1}-x^{*}|,\quad n=1,2,\ldots }
Como {\displaystyle 0\leq \alpha <1}, temos que {\displaystyle x_{n}\to x^{*}} quando {\displaystyle n\to \infty }.
Isso completa a demostração.

### Observações
1. A desigualdade estrita {\textstyle \alpha <1} é necessária.
2. A condição {\textstyle f([a,b])\subset [a,b]} é necessária.
3. Determinar os pontos fixos de uma função {\textstyle f(x)} é determinar a interseção entre as curvas {\textstyle y=f(x)} e {\textstyle y=x}.
4. A condição {\textstyle |f(x)-f(y)|\leq \alpha |x-y|} é satisfeita sempre que {\displaystyle |f'(x)|\leq \alpha <1} para todo {\textstyle x}, pois:

{\displaystyle |f(x)-f(y)|=\left|{\int _{x}^{y}}{f'(s)}ds\right|\leq {\int _{x}^{y}}{\alpha }ds=\alpha |x-y|,\quad (x<y)}.

## Teste de convergência
Seja {\displaystyle f:[a,b]} uma função {\displaystyle C^{0}[a,b]} e {\displaystyle x^{*}\in (a,b)} um ponto fixo de {\displaystyle f}. É dito que {\displaystyle x^{*}} é um ponto fixo estável caso exista uma região{\displaystyle (x^{*}-\Delta x,x^{*}+\Delta x)} chamada de bacia de atração tal que {\displaystyle x^{(n+1)}=f(x^{(n)})} é convergente sempre que {\displaystyle x^{(0)}\in (x^{*}-\Delta x,x^{*}+\Delta x)}.

### Teorema
Se {\displaystyle f\in [a,b]} e {\displaystyle |f'(x^{*})|} < {\displaystyle 1}, então {\displaystyle x^{*}} é estável. Se {\displaystyle |f'(x^{*})|} > {\displaystyle 1} é instável e o teste é inconclusivo caso {\displaystyle |f'(x^{*})|=1}.

### Exemplo
Considerando o problema de encontrar a solução da equação {\displaystyle cos(x)=x} analisando a equação como ponto fixo da função {\displaystyle f(x)=cos(x)}. A demonstração do Teorema do ponto fixo pode ser aplicado na função com o intervalo {\displaystyle [a,b]=[1/2,1]}.
Para provar que {\displaystyle f([1/2,1])\subset [1/2,1]} basta analisar que {\displaystyle f(x)} é decrescente no intervalo:
{\displaystyle 0,54} < {\displaystyle cos(1)\leq cos(x)\leq cos(1/2)} < {\displaystyle 0,88}
{\displaystyle f([1/2,1])\subset [1/2,1]} é verdade pois {\displaystyle [0.54,0.88]\subset [1/2,1]}.  
Agora para provar {\displaystyle |f(x)-f(y)|\leq \alpha |x-y|,\alpha } < {\displaystyle 1} observamos que {\displaystyle f'(x)=-sen(x)}, dessa forma temos a estimativa : 
{\displaystyle -0,85} < {\displaystyle -sen(1)\leq -sen(x)\leq -sen(1/2)} < {\displaystyle -0,47}
Assim temos que {\displaystyle |f'(x)|} < {\displaystyle 0,85} e dessa forma {\displaystyle \alpha =0,85} < {\displaystyle 1.}
Agora observamos o processo numérico da sequência fazendo {\displaystyle x^{(n+1)}=cos(x^{(n)})}, iniciando com {\displaystyle x^{(0)}=1}, obtemos a sequência: 
{\displaystyle x^{(1)}=cos(x^{(0)})=cos(1)=0,5403023}
{\displaystyle x^{(2)}=cos(x^{(1)})=cos(0,5403023)=0,8575532}
{\displaystyle x^{(3)}=cos(x^{(2)})=cos(0,8575532)=0,6542898}
{\displaystyle x^{(4)}=cos(x^{(3)})=cos(0,6542898)=0,7934804}
{\displaystyle x^{(5)}=cos(x^{(4)})=cos(0,7934804)=0,7013688}
{\displaystyle .}
{\displaystyle .}
{\displaystyle .}
{\displaystyle x^{(11)}=cos(x^{(10)})=cos(0,7442374)=0,7356047}
{\displaystyle x^{(12)}=cos(x^{(11)})=cos(0,7356047)=0,7414251}
{\displaystyle x^{(13)}=cos(x^{(12)})=cos(0,7414251)=0,7375069}
{\displaystyle .}
{\displaystyle .}
{\displaystyle .}
{\displaystyle x^{(41)}=cos(x^{(40)})=cos(0,7390852)=0,7390851}
{\displaystyle x^{(42)}=cos(x^{(41)})=cos(0,7390851)=0,7390851}
{\displaystyle x^{(43)}=cos(x^{(42)})=cos(0,7390851)=0,7390851}
Verificamos que a sequência converge para o ponto fixo {\displaystyle x=0,7390851}. 

## Estabilidade e convergência
Consideremos uma função {\displaystyle f(x)} com um ponto fixo em {\displaystyle x^{*}=f(x^{*})} e observamos o processo iterativo:
{\displaystyle x^{(n+1)}=f(x^{(n)})}
{\displaystyle x^{(0)}=x}
Sendo possível a função {\displaystyle f(x)} ser aproximada por seu polinômio de Taylor em torno do seu ponto fixo {\displaystyle x^{*}}, obteremos:
{\displaystyle f(x)=f(x^{*})+(x-x^{*})f'(x*)+O((x-x^{*})^{2}),n\geq 0}
{\displaystyle f(x)=x^{*}+(x-x^{*})f'(x*)+O((x-x^{*})^{2})}
{\displaystyle f(x)}   ≈ {\displaystyle x^{*}+(x-x^{*})f'(x^{*})}
Substituindo o polinômio de Taylor da função na relação de recorrência obteremos:
{\displaystyle x^{(n+1)}=f(x^{(n)})} ≈ {\displaystyle x^{*}+(x-x^{*})f'(x^{*})}
Dessa forma:
{\displaystyle (x^{(n+1)}-x^{*})} ≈ {\displaystyle (x^{(n)}-x^{*})f'(x^{*})}
Aplicando módulos de ambos os lados, obtemos:
{\displaystyle |x^{(n+1)}-x^{*}|} ≈ {\displaystyle |x^{(n)}-x^{*}||f'(x^{*})|}
Podemos obter algumas conclusões através desta relação:
- Se {\displaystyle |f'(x)|} < {\displaystyle 1} a distância entre {\displaystyle x^{(n)}} e o ponto fixo {\displaystyle x^{*}} está diminuindo a cada passo.
- Se {\displaystyle |f'(x)|} > {\displaystyle 1} a distância entre {\displaystyle x^{(n)}} e o ponto fixo {\displaystyle x^{*}} está aumentando a cada passo.
- Se {\displaystyle |f'(x)|=1} a aproximação de primeira ordem não é suficiente para comprender o comportamento da sequência.

## Erro de truncamento e tolerância
Ao utilizar este método na prática, o valor do ponto fixo {\displaystyle x^{*}} normalmente não é conhecido. Por conseguinte , o erro € {\displaystyle =|x^{(n)}-x^{*}|} precisa ser calculado tendo como referência os valores obtidos para {\displaystyle x^{(n)}} . Uma ferramenta frequentemente usada para estudar a evolução da diferença entre dois elementos da sequência é:
{\displaystyle \Delta _{n}=|x^{(n+1)}-x^{(n)}|}
observando que {\displaystyle x^{*}=\lim _{n\to \infty }x^{(n)}}
{\displaystyle x^{*}-x^{(N)}=(x^{(N+1)}-x^{(N)})+(x^{(N+2)}-x^{(N+1)})+(x^{(N+3)}-x^{(N+2)})+...} {\displaystyle =\sum _{k=0}^{\infty }(x^{(N+k+1)}-x^{(N+k)})}
Usando também as expressões:
{\displaystyle x^{(n+1)}} ≈ {\displaystyle x^{*}+(x^{(n)}-x^{*})f'(x^{*})}
{\displaystyle x^{(n)}} ≈ {\displaystyle x^{*}+(x^{(n-1)}-x^{*})f'(x^{*})}
Subtraindo uma expressão da outra:
{\displaystyle x^{(n+1)}-x^{(n)}} ≈ {\displaystyle (x^{(n)}-x^{(n-1)})f'(x^{*})}
Dessa maneira:
{\displaystyle x^{(N+k+1)}-x^{(N+k)}} ≈ {\displaystyle (x^{(N+1)}-x^{(N)})(f'(x^{*}))^{k}}
E obtemos:
{\displaystyle x^{*}-x^{(N)}=} {\displaystyle \sum _{k=0}^{\infty }(x^{(N+k+1)}-x^{(N+k)})}
{\displaystyle x^{*}-x^{(N)}}  ≈ {\displaystyle \sum _{k=0}^{\infty }(x^{(N+1)}-x^{(N)})(f'(x^{*}))^{k}}
{\displaystyle x^{*}-x^{(N)}} ≈ {\displaystyle (x^{(N+1)}-x^{(N)})}{\displaystyle \left({1 \over 1-f'(x^{*})}\right),} {\displaystyle |f'(x^{*})|} < {\displaystyle 1}
Aplicando o módulo, obtemos:
{\displaystyle |x^{*}-x^{(n)}|} ≈ {\displaystyle |x^{(N+1)}-x^{(N)}|}{\displaystyle \left({1 \over 1-f'(x^{*})}\right)}
€N ≈ {\displaystyle \left({\Delta _{N} \over 1-f'(x^{*})}\right)}
Ao analisarmos a relação {\displaystyle x^{(n+1)}-x{(n)}} ≈ {\displaystyle (x^{(n)}-x^{(n-1)})f'(x^{*})}, podemos concluir:
- Quando {\displaystyle f'(x^{*})} < {\displaystyle 0} , o esquema é alternante e o erro €N pode ser estimado diretamente da diferença {\displaystyle \Delta _{N}.}
- Quando {\displaystyle f'(x^{*})} > {\displaystyle 0}, o esquema é monótono e {\displaystyle \left({1 \over 1-f'(x^{*})}\right)} > {\displaystyle 1}, pelo que o erro €N é maior que a diferença {\displaystyle \Delta _{N}}. A relação será tão mais importante quanto mais próximo da unidade for {\displaystyle f'(x^{*})}, ou seja, quando mais lenta for a convergência.
- Como {\displaystyle f'(x^{*})} ≈ {\displaystyle \left({x^{(n+1)}-x^{(n)} \over x^{(n)}-x^{(n-1)}}\right)}, temos

{\displaystyle |f'(x^{*})|} ≈ {\displaystyle \left({\frac {\Delta _{N}}{\Delta _{N-1}}}\right)}
E obtemos 
€N ≈ {\displaystyle \left({\frac {\Delta _{N}}{1-\Delta _{N-1}}}\right)}
Obs: Deve-se exigir que {\displaystyle \Delta _{N}} < {\displaystyle \Delta _{N-1}}